# Arnold Unman
Gustaf Arnold Unman, född 22 januari 1840 i Stockholm, död där 1 december 1917, var en svensk sjukgymnast.
Arnold Unman var son till grosshandlaren Johan Erik Unman och Carolina Glimming. Efter studentexamen i Uppsala 1858 och genomgången kurs vid Gymnastiska centralinstitutet 1858–1861 tjänstgjorde Unman som extra lärare vid institutet 1862–1875 och under en stor del av denna tid som assistent hos Lars Gabriel Branting i hans privata praktik. Han var gymnastiklärare vid Nya förberedande elementarskolan 1862–1866 och skrev 1866 stilprov för medicinska graden i Uppsala. Unman upprättade 1873 efter erhållen tjänstledighet från centralinstitutet ett institut för medicinsk och pedagogisk gymnastik i Moskva, övertog 1874 Henrik Kellgrens gymnastiska institut i Gotha och 1877 Bartels institut i Hamburg samt öppnade i början av 1880-talet gymnastisk verksamhet i Berlin, 1886 fortsatt i Stockholm, där han grundade ett institut för sjukgymnastisk behandling och utbildning av sjukgymnaster. Han tillhörde stiftarna av Svenska gymnastikföreningen 1864. 1890 erhöll han professors titel. Bland Unmans skrifter märks Om elementarläroverkens vapenöfningar (i Tidskrift för Svensk gymnastikförening 1864), Några ord om kroppsöfningar i fria luften och de dem tillkommande redskapen, jemte modellritningar (1872) samt Die Schwedische Heilgymnastik, ihre physiologisch-patologische Gryndlage und therapeutische Bedeutung (1880) och Kort handledning i sjukgymnastik (1903). Han utarbetade vidare en fullständig katalog över Gymnastiska centralinstitutets bibliotek (tryckt 1871). Unman var ansedd som en mästare i rörelseteknik. Han var vegetarian och deltog i stiftandet av Samfundet för befrämjande af naturenligt lefnadssätt (1894), vars förste ordförande han var. Han var även hedersledamot av Nordiska samfundet till bekämpande af det vetenskapliga djurplågeriet.